# María José Atienza
María José Atienza Amores (España, 1982) es una periodista española especializada en comunicación institucional. Directora de Omnes (desde 2024).

## Biografía
Mª José Atienza estudió periodismo en la Universidad de Navarra (2000-2004), y completó su formación académica con un diploma en Gestión de Empresas y dirección de Comunicación por el Instituto de Empresa (2010).
Comenzó su carrera periodística en la Delegación de Medios de Comunicación de la Diócesis de Córdoba (2005-2009) y posteriormente trabajó en diversos medios y agencias de comunicación: PRNoticias (2010-2012), Agencia SIC (2013-2014), El Correo de Andalucía (2014-2015), el programa Alborada de RNE (2018-2020); Directora de prensa y comunicación en la Diócesis de Cádiz y Ceuta (2014-2020);y Omnes (desde 2020).